# Војни ординаријат
Војни ординаријат је посебно црквено подручје Католичке цркве изједначено с бискупијом, задужено за пасторалну бригу о припадницима оружаних снага неке државе.
Војни ординаријат успоставља Света столица. Војног ординарија именује папа, а припада бискупској конференцији државе у којој је сједиште ординаријата.